# Julien Rey (rugby à XV)
Pour les articles homonymes, voir Julien Rey et Rey.
Pas d'image ? Cliquez ici

a Compétitions nationales et continentales officielles uniquement.

b Matchs officiels uniquement.
Dernière mise à jour le 31 mai 2022.
Julien Rey, né le 1er septembre 1986 à Toulouse, est un joueur international français de rugby à XV évoluant au poste de trois-quarts centre.

## Biographie
Julien Rey est formé au club de Mazères Cassagne Sport jusqu'en 2002, date à laquelle il rejoint l'US Colomiers. Il débute avec l'équipe première en 2005. Il connaît des sélections en équipe de France des moins de 18 ans et des moins de 19 ans. Il dispute notamment le championnat du monde 2005 en Afrique du Sud. Il est également international universitaire. Il reste au club columérin jusqu'en 2010 lorsqu'il part jouer à l'Union Bordeaux Bègles.
En juin 2015, il est sélectionné dans l'équipe des Barbarians français pour participer à la tournée en Argentine et affronter les Pumas,.
Il fait partie du premier groupe de joueurs, dix-sept, à être sélectionné pour la tournée de l'équipe de France de juin 2016 en Argentine. Il est retenu par Guy Novès en tant que titulaire lors du premier test face aux Pumas où la France s'incline sur le score de 30 à 19.

## Palmarès
- Championnat de France de 1re division fédérale :
  - Champion : 2005, 2008 avec l'US Colomiers.